# Tobe Leysen
Tobe Leysen, né le 9 mars 2002 à Geel en Belgique, est un footballeur belge qui joue au poste de gardien de but à Oud-Heverlee Louvain.

## Biographie

### En club
Né à Geel en Belgique, Tobe Leysen est notamment formé par le SAV Sinte-Dymphna Geel, le KVC Westerlo avant de poursuivre sa formation au KRC Genk. Les Genkois lui offrent son premier contrat professionnel en avril 2018. C'est avec ce club qu'il fait ses débuts en professionnel, jouant son premier match, le 27 octobre 2021, lors d'une rencontre de coupe face au KVC Sint-Eloois-Winkel Sport. Titulaire lors de cette rencontre, son équipe s'impose largement six buts à zéro,.
Il s'engage avec Oud-Heverlee Louvain en août 2023. Le 1er novembre 2023, il joue son premier match en coupe contre l'Eendracht Elene-Grotenberge (nl). Titulaire lors de cette rencontre, son équipe s'impose cinq buts à zéro,.

## Statistiques

### En club
| Saison                | Club                  | Championnat           | Championnat | Championnat | Coupe(s) nationale(s) | Coupe(s) nationale(s) | Autres compétitions | Autres compétitions | Autres compétitions | Total | Total |
| Saison                | Club                  | Division              | M.          | B.          | M.                    | B.                    | Comp.               | M.                  | B.                  | M.    | B.    |
| 2021-2022             | KRC Genk              | Division 1A           | 0           | 0           | 2                     | 0                     | PO2                 | 2                   | 0                   | 4     | 0     |
| 2022-2023             | Jong Genk             | Division 1B           | 17          | 0           | -                     | -                     | PO                  | 4                   | 0                   | 21    | 0     |
| 2023-2024             | OH Louvain            | Division 1A           | 16          | 0           | 3                     | 0                     | PO2                 | 7                   | 0                   | 26    | 0     |
| 2024-2025             | OH Louvain            | Division 1A           | 29          | 0           | 3                     | 0                     | PO2                 | 9                   | 0                   | 41    | 0     |
| 2025-2026             | OH Louvain            | Division 1A           | 4           | 0           | -                     | -                     | -                   | -                   | -                   | 4     | 0     |
| Sous-total            | Sous-total            | Sous-total            | 49          | 0           | 6                     | 0                     | -                   | 16                  | 0                   | 71    | 0     |
| Total sur la carrière | Total sur la carrière | Total sur la carrière | 66          | 0           | 8                     | 0                     | -                   | 22                  | 0                   | 96    | 0     |